# Distrito electoral de West Muddy (condado de Richardson, Nebraska)
West Muddy (en inglés: West Muddy Precinct) es un distrito electoral ubicado en el condado de Richardson en el estado estadounidense de Nebraska. En el Censo de 2010 tenía una población de 235 habitantes y una densidad poblacional de 5,08 personas por km².

## Geografía
West Muddy se encuentra ubicado en las coordenadas 40°13′6″N 95°45′23″O / 40.21833, -95.75639. Según la Oficina del Censo de los Estados Unidos, West Muddy tiene una superficie total de 46.23 km², de la cual 46.23 km² corresponden a tierra firme y (0%) 0 km² es agua.

## Demografía
Según el censo de 2010, había 235 personas residiendo en West Muddy. La densidad de población era de 5,08 hab./km². De los 235 habitantes, West Muddy estaba compuesto por el 97.45% blancos, el 0% eran afroamericanos, el 0% eran amerindios, el 0.43% eran asiáticos, el 0% eran isleños del Pacífico, el 0% eran de otras razas y el 2.13% pertenecían a dos o más razas. Del total de la población el 1.7% eran hispanos o latinos de cualquier raza.